# Davor Vuković
Davor Vuković (Herceg Novi, 24. listopada 1951. – Zaprešić, 14. veljače 2015.), hrvatski slikar, pjesnik i intelektualac podrijetlom iz Poljičke Republike (Krila Jesenice).
Osnovnu školu i gimnaziju završio je u Splitu, a Ekonomski fakultet u Zagrebu 1975. godine. Pjesme piše od 1970. godine, a od 1984. za njih dobiva nagrade i priznanja. Slikanjem se bavi od 1976. godine. Karijeru ekonomiste prekida 1995. kada se potpuno posvećuje slikarstvu, s pokrićem u svojoj izvornoj darovitosti, ali i likovnoj kritici koja mu omogućava da u osamnaest godina izlaganja ostvari više od četrdeset samostalnih izložbi te statusno izjednačenje s akademskim slikarima 1995. godine kada postaje članom Hrvatskog društva likovnih umjetnika. U tome mu dragocjenu pomoć i podršku pružaju i slikari pok. Milan Konjović, pok. Ferdinand Kulmer, Munir Vejzović, Mladen Veža, Damir Sokić, a posebice prof. Ivica Šiško, koji je kao profesor Akademije likovnih umjetnosti, prepoznao i podržao ono najvitalnije u njegovu radu. 

## Slikarstvo
Prvu samostalnu izložbu priređuje mu pjesnik Josip Palada 1985. Iste godine, dobio je Plaketu grada Zagreba za slikarstvo. Kritičke osvrte o njegovom slikarstvu nakon toga pišu: pokojni J. Depolo, T. Maroević, pokojni T. Lalin, J. Dujmović, S. Špoljarić, B. Hlevnjak, M. Kelava, F. Turner, O. Vujović, Milan Bešlić i drugi. Objavljuju se u časopisima, novinama, na radiju, TV i video kaseti “Gozbe” kojom je, zajedno s 14 vrhunskih hrvatskih slikara, predstavljen njemačkoj javnosti na “Danima Hrvatske” u Stuttgartu 1994.  Tijekom Domovinskog rata, zajedno s 102 hrvatska slikara, sudjeluje u akciji Kiwanis kluba Zagreb “Umjetnici ranjenoj Hrvatskoj” za pomoć postradalima, te na dobrotvornoj dražbi slika u muzeju “Mimara” na samom početku rata. Ubraja se u aktivne sudionike rata i svojim umjetničkim radom daje priznat doprinos hrvatskoj samosvojnosti i kulturi. 
Desetu godišnjicu svog izlagačkog rada obilježio je izdavanjem grafičke mape pod naslovom “Nacionalni park RH Risnjak u očima Davora Vukovića” u izdanju galerije “Lacroma” iz Zagreba, grafičke mape “Paklenica” te grafike Nacionalnog parka Plitvička jezera. Na likovnoj koloniji “Sava” nazočan je 1996. godine, a koloniji “Neum” 1998. godine. U 1998. godini Narodno sveučilište u Zaprešiću i galerija “Razvid” izdaje treću grafičku mapu s četiri grafička lista pod naslovom “Impresije iz Novih Dvora”. U 2000. godini promovira svoju četvrtu grafičku mapu s četiri lista pod naslovom “Zagrebu za milenij”. U 1998. godini nazočan je na I. hrvatskom trijenalu akvarela u galeriji “Miroslav Karas” u Karlovcu i “Galeriji umjetnina Slavonskog Broda”. 
U organizaciji Francuskog instituta u Zagrebu u srpnju 1999., sudjeluje na Festivalu europskih kultura u Lyonu, svojom prvom samostalnom izložbom u inozemstvu. Drugu samostalnu izložbu u inozemstvu održava u prosincu 1999. u organizaciji Ministarstva vanjskih poslova RH i Veleposlanstva RH u Londonu povodom Svjetskog dana turizma, predstavljajući RH slikama hrvatskih nacionalnih parkova. U 2002. nazočan je na 1. međunarodnoj likovnoj koloniji u Kranjskoj Gori u Sloveniji. Iste godine “Croatia Lloyd” izdaje ekskluzivni kalendar s recentnim motivima. U znak priznanja Grad Zaprešić opremio je gradsku vijećnicu njegovim slikama. 
Njegova treća samostalna izložba u inozemstvu održana 2003. godine u Zürichu prilikom predstavljanja izvorno hrvatskih i gospodarskih vrijednosti, u projektu HGK, Matice iseljenika, HRT i gđe. Lejdi Oreb pod nazivom “Hrvatska priča”. Samostalnom izložbom uveličao je proslavu Dana pobjede i Domovinske zahvalnosti u kraljevskom gradu Kninu u 2003. godini. Izložba je bila dio protokola Vlade RH i predsjednika RH. 
Njegovi pejzaži, mrtve prirode, aktovi i portreti, u tehnikama uljenog pastela, ulja na platnu i gvaša, nalaze se u stalnim postavima kulturnih, sakralnih i gospodarskih ustanova, te privatnim zbirkama u zemlji i svijetu. Pjesme piše od 1970. godine. 

## Poezija
Dobitnik je treće nagrade mladim stvaraocima na XIV. Ratkovićevim večerima poezije 1984. godine u Bijelom Polju. Na natječaju Međunarodnog instituta za književnost (član UNESCO-a pri uredu za poeziju) ERATO 2004., za najljepšu lirsku pjesmu, od 8500 pristiglih uradaka iz Hrvatske i svijeta, Vukovićeva pjesma “Divlja ruža” izabrana je među deset najboljih. Sudjelovao je na manifestaciji Krkom nizvodno od Knina do Skradina uz Mjesec hrvatske knjige, 2003. godine. 
U 2004. godini izdao je prvu zbirku pjesama pod nazivom “Gatara”. Predgovor knjizi napisao je književnik i voditelj Tribine DHK Sead Begović. Promocija knjige održana je u Društvu hrvatskih književnika u Zagrebu, a u 2004. dobio je i Plaketu grada Zaprešića, jedno od najviših javnih priznanja Grada.
U 2007. godini izašla je njegova druga knjiga pjesama pod nazivom "Oslanjam se na tišinu" u izdanju Naklade Ceres.Predgovor knjizi napisao je Sead Begović, koji je knjigu i predstavio u Matici hrvatskoj u Zagrebu, zajedno s književnikom i književnim kritičarom Davorom Šalatom.
Član je HDLU-a od 1995., a LIKUM-a od 1996. godine. 
Od 1997. godine član je Hrvatsko-austrijskog društva (ogranak Split) i Hrvatskog književnog kruga. Član je također i Matice hrvatske Zaprešić i “Društva poljičana” i Kluba Zaprešićana “Zapreščan”.
Od 2006. pridrženi je član Hrvatskog društva skladatelja.